# Марта Бур-Марковска
Марта Бур-Марковска (на унгарски: Marta Bur-Markovska) е унгарски и български историк и преводач.

## Биография
Родена е на 15 февруари 1929 г. в Будапеща, Унгария. Завършва Университета по икономически науки в Будапеща, а след това история и философия в Софийския университет. Аспирант е към Историческия институт при Унгарската академия на науките, след това – асистент по история в университетите в Дебрецен и в Будапеща. От 1960 г. се установява в София, след сключване на брак с музеологът Димитър Марковски. Член на Съюза на учените в България. От 1962 г. е доктор, през 1965 г. е избрана за научен сътрудник III степен, а от 1977 г. е старши научен сътрудник II степен в Института по балканистика при Българска академия на науките.
Занимава се с въпросите на стопанската история, главно върху икономическо-търговските връзки между Унгария и балканските народи, история на ежедневието. Автор е на монографията „Балканите и унгарският пазар през ХVІІІ век“ (1977), на научнопопулярни трудове, превежда, заедно със съпруга си Димитър Марковски, „История на Унгария“ от М. Унгер и О. Саболч, „Митове“ от Й. Роман и др., съавтор със съпруга си на книгата „Унгария. Из кривините на свидната си участ“. Последната ѝ публикация „Почитатели на Свети Наум в Унгария през ХVІІ-ХVІІІ век“ излиза в сборника „Обществени и религиозни връзки между Унгария и Балканите“. Други нейни публикации са „Балканските купцы в Венгрии – XVIII века“ (1972), „Към историята на стопанската и строителната дейност на Рилския манастир (1833 – 1848)“ (1972), "Писма на книгоиздателя Васил Н. Ненович в будапещенските архиви (1824 – 1826), „Българи от Чипровско – посредници в търговския обмен през XVI-XVII в. (1997).
Умира през 2012 г.